# Cirrípedes

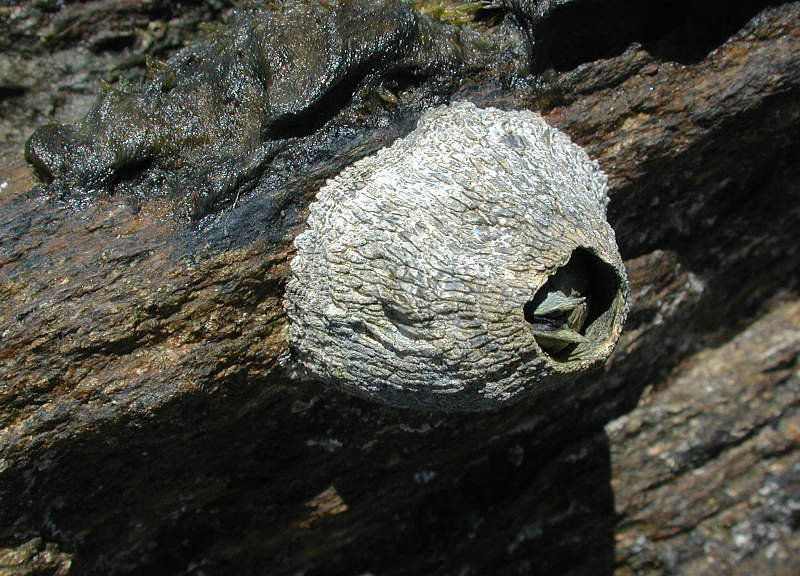
Gla de mar (Balanidae)

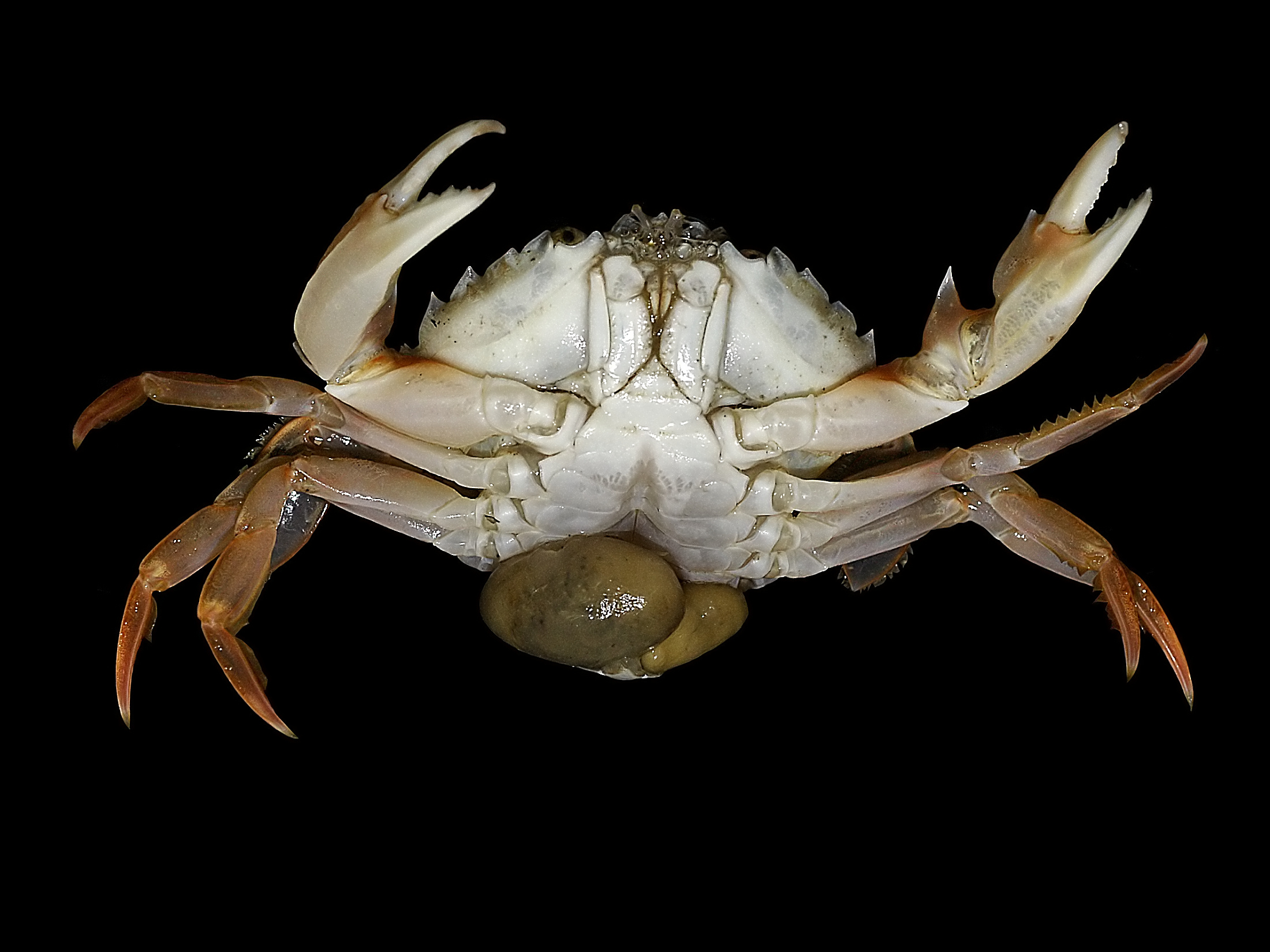
Doble infecció en un cranc del rizocèfal (Sacculina carcini)

Els cirrípedes (Cirripedia) són una subclasse de crustacis tecostracis que inclouen els peus de cabrit o percebes, de gran interès gastronòmic, i les glans de mar.
Reben llur nom a causa dels cirrus, apèndixs amb forma de plomall que projecten fora del cos amb l'objectiu d'atrapar detritus com a part de llur nutrició.
Són crustacis molt modificats i, per tant, tenen una relació llunyana amb crancs i llagostes. Els peus de cabrit varen ser estudiats i classificats per Charles Darwin que publicà una sèrie de monografies el 1851 i el 1854.

## Característiques
Els cirrípedes tenen dos tipus corporals bàsics: amb peduncle i sense peduncle. Els que no tenen peduncle es troben normalment per tot el litoral rocós, mentre que els pedunculats prefereixen viure mar endins o sobre objectes flotants. A més d'aquests dos tipus bàsics, existeix un tercer tipus de morfologia una mica diferent, els «amorfs» o verrucomorfs, que no són simètrics i viuen en aigües profundes, generalment sobre les espines d'eriçons (vegeu Echinoidea) o com a paràsits de crancs i de balenes.

## Cicle vital
Els cirrípedes tenen dues etapes larvals:
1. La larva naupli, que passa el seu temps com a part del zooplàncton alimentant-se activament i desenvolupant-se passant per sis estadis. Això dura aproximadament dues setmanes i es transforma en una larva cipris.
2. La larva cipris, que ja no s'alimenta i és una nedadora activa; passa només per un estadi abans d'instal·lar-se en un lloc amb un ambient segur i productiu; allà es fixa i es transforma en individu adult.

Els adults tenen sis plaques externes a tall d'armadura. Durant la resta de la seva vida són sèssils i s'alimenten filtrant plàncton amb els seus apèndixs i alliberant els seus gàmetes. Se'ls sol trobar a la zona intermareal.
Un cop completada la metamorfosi i assolida la forma adulta, continuen creixent, però no sofreixen mudes i creixen per addició de material a la seva coberta calcificada.
Com molts altres invertebrats, els cirrípedes són hermafrodites i alternen l'estat masculí i femení temporalment: és a dir, existeix un estat unisexual altern, o, cosa que és el mateix, un individu pot ser inicialment mascle i després femella, i viceversa. Quant a la morfologia de l'òrgan reproductor, els percebes ostenten el rècord de mida de penis amb relació a la llargada del seu cos, el més llarg de tot el regne animal.
Els rizocèfals, paràsits dels crancs, són cirrípedes amb una biologia molt diferent.

## Sistemàtica
La seva peculiar morfologia va fer que fa dos segles es confonguessin amb mol·luscs. De fet, molts dels noms que se li donen a diferents parts del seu cos responen a aquesta antiga creença: mantell, plaques... Tanmateix, en estudiar les seves larves es va veure que eren cipris, similars a les d'ostracodes, el que va ser clau per a estudis posteriors que van concloure que es tractava de crustacis amb una morfologia "aberrant".

### Classificació
Seguint la proposta de Martin i Davis, es considera els cirrípedes com una infraclasse subdividida en tres superordres, cadascun amb dos ordres:
Superordre Acrothoracica Gruvel, 1905
- Ordre Apygophora Berndt, 1907
- Ordre Pygophora Berndt, 1907

Superordre Rhizocephala Müller, 1862
- Ordre Akentrogonida Häfele, 1911
- Ordre Kentrogonida Delage, 1884

Superordre Thoracica Darwin, 1854
- Ordre Pedunculata Lamarck, 1818
- Ordre Sessilia Lamarck, 1818

Se n'han descrit 2.011 espècies. Alguns especialistes consideren els Cirripedia com una subclasse, i les ordres llistats aquí considerats com a ordres són, a vegades, tractats com superordres.